# سنجاب زمینی دم‌گرد
سنجاب زمینی دم‌گرد (نام علمی: Xerospermophilus tereticaudus) نام یک گونه از سرده سنجاب‌های زمینی کوتوله است.